# Pointillé

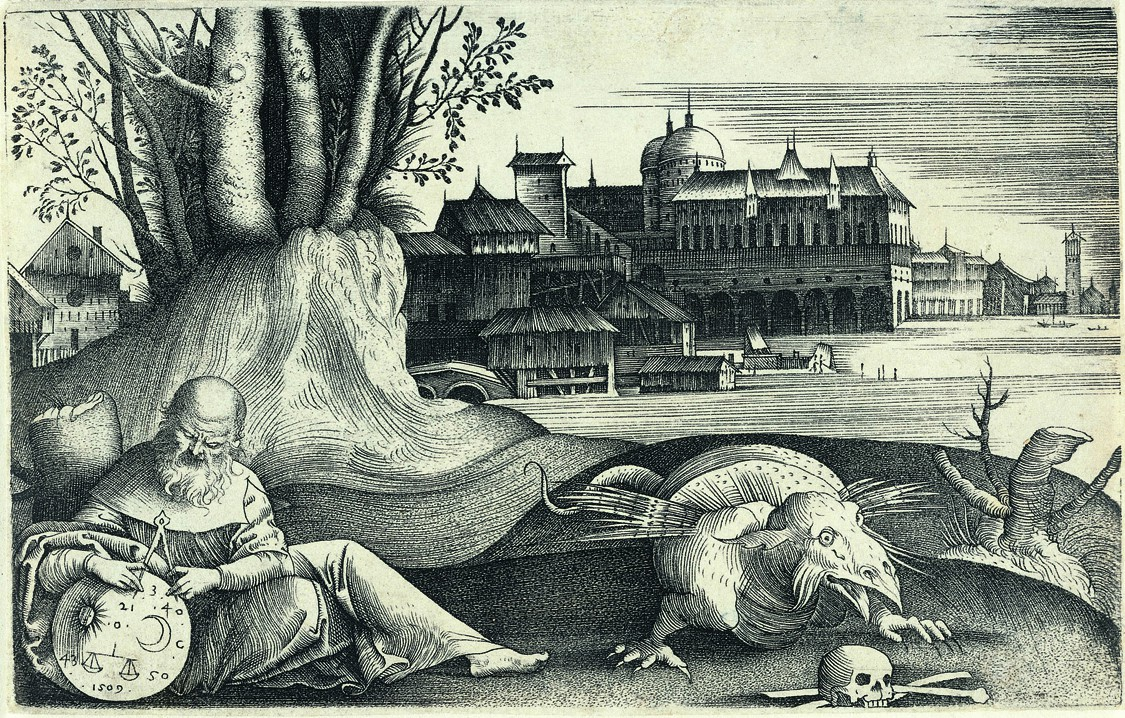
Giulio Campagnola, L'Astrologue, vers 1509, dont certaines parties telles que l'arrière-plan sombre, la tête de l'homme chauve et les troncs des arbres sont créés avec la technique du pointillé.

Le pointillé est un procédé de gravure en taille-douce.

## Technique

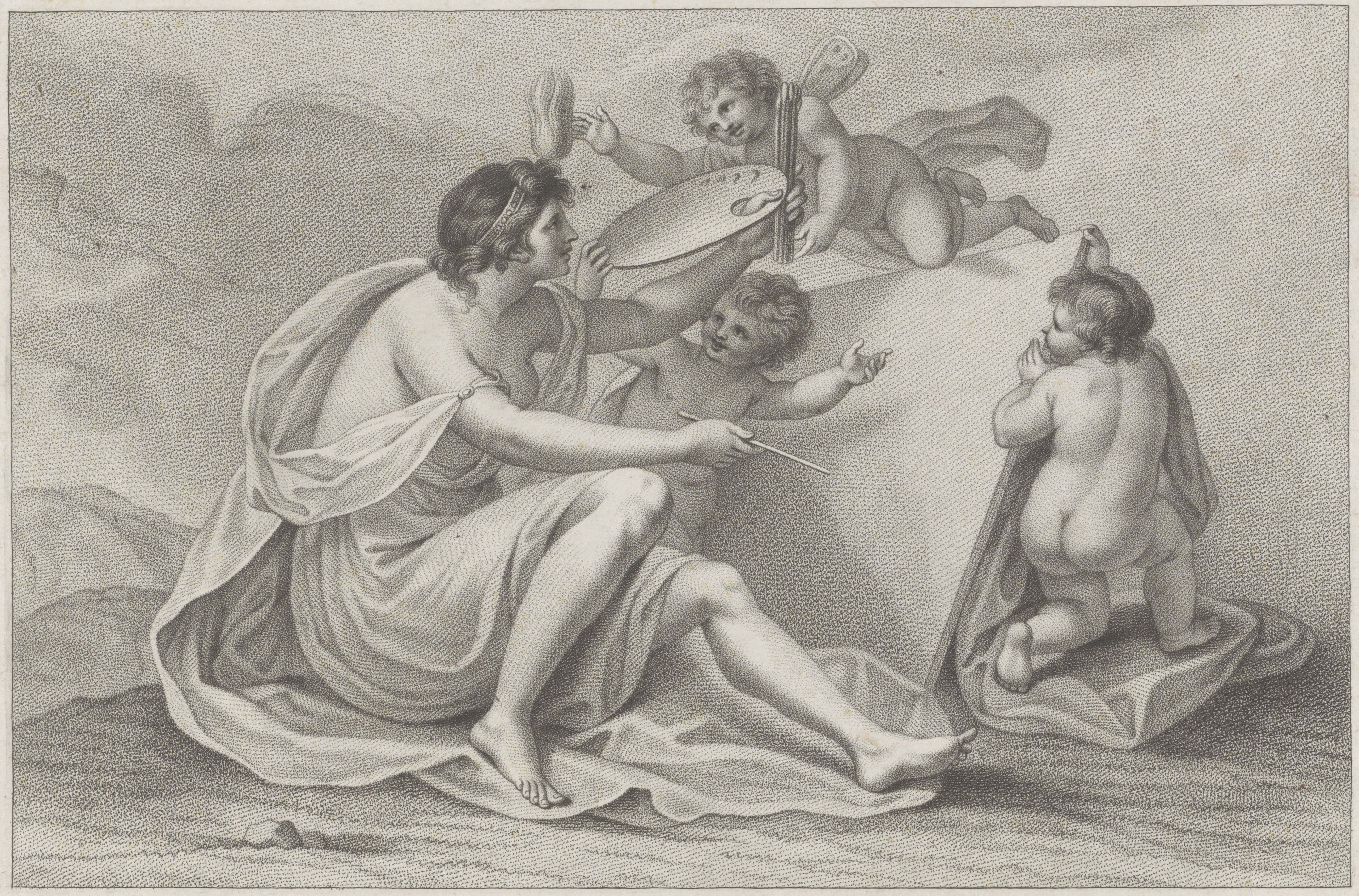
Francesco Bartolozzi d'après Giovanni Battista Cipriani, La peinture, gravure en pointillé.

C'est une technique très précise et qui demande beaucoup de temps. Le ciselet doit être enfoncé sur la plaque afin de produire un creux ; l'opération sera répétée de nombreuses fois afin d'obtenir des valeurs allant du noir au grisé (demi-teintes).
On peut obtenir le même effet en utilisant un burin, une pointe sèche ou une roulette. 
Les minuscules aspérités « peuvent être ensuite enlevées à l'aide d'un ébarboir' ou utilisées pour un effet velouté rendu possible par les petites quantités d'encre disposées sur des tracés non polis ».
Le pointillé est aussi utilisé en lithographie.

## Historique
Il semble qu'il faille remonter au XVe siècle pour constater que les graveurs « allégèrent leurs tailles par des traits interrompus, des traits pointés ou des points proprement dits. Au début du XVIe siècle, les frères Campagnola utilisèrent le pointillé pour donner des teintes à un dessin au trait net mais avec encore cependant des traits. ».
Au XVIIe siècle, des graveurs, souvent venus du monde de l'orfèvrerie, vont se servir uniquement du ciselet et du marteau : ce sont Paul Flindt à Nuremberg et Lutma à Amsterdam. En France, les graveurs se servent des pointillés pour passer des gris au blanc. « Cochin enseigna l'art du point mais recommanda de ne pas en abuser. »
La technique doit ses lettres de noblesse à Francesco Bartolozzi : il grava plusieurs centaines de planches selon ce procédé entre 1774 et 1800. Le but recherché au XVIIIe siècle est d'obtenir des effets de sfumato. En France, Nicolas-François Regnault, Louis Darcis, Jean Thouvenin ont utilisé le pointillé. En Angleterre, Edward Scriven s'est distingué par sa prédilection pour cette technique.